# VI Brygada Piechoty Legionów
VI Brygada Piechoty Legionów (VI BP Leg.) – brygada piechoty Wojska Polskiego II RP.
VI Brygada Piechoty Legionów została sformowana w 1919 roku (?), w składzie 3 Dywizji Piechoty Legionów.
W 1921 roku dowództwo VI BP Leg. przeformowane zostało w dowództwo piechoty dywizyjnej lub rozformowane(?). 9 pułk piechoty Legionów podporządkowany zostały bezpośrednio dowódcy 3 DP Leg., a 23 pułk piechoty dowódcy nowo powstałej 27 Dywizji Piechoty.

## Dowódcy brygady
- płk Franciszek Daniel Paulik (był XII 1919[1])
- ppłk Wacław Wieczorkiewicz
- płk Jan Mischke (10 VI - 17 VIII 1920[2][3] → dowódca XXXI BP)

## Struktura organizacyjna brygady
- dowództwo VI Brygady Piechoty Legionów
- 9 pułk piechoty Legionów
- 23 pułk piechoty